# Diemtigen
Diemtigen es una comuna suiza del cantón de Berna, situada en el distrito administrativo de Frutigen-Niedersimmental. Limita al norte con las comunas de Oberwil im Simmental, Därstetten y Erlenbach im Simmental, al este con Wimmis, Reichenbach im Kandertal y una parte de Frutigen, al sur con Frutigen, Adelboden y Sankt Stephan, y al oeste con Zweisimmen y Boltigen.
Hasta el 31 de diciembre de 2009 estuvo situada en el distrito de Niedersimmental.

## Distinciones
La comuna recibió el Premio Wakker al patrimonio en 1986.